# جواو كندسطبل البرتغال
جواو كندسطبل البرتغال (13 يناير 1400 - 18 أكتوبر 1442)؛ ابن ملك البرتغال جواو الأول ابن بيدرو الأول وزوجته الإنجليزية فيليبا لانكاستر ابنة جون غونت، وكذلك هو شقيق دوارتي الأول ملك البرتغال وبيدرو دوق كويمبرا وهنري الملاح وإيزابيل والدة شارل الجريء دوق برغونية وله أخ غير شقيق هو أكبر أبناء والده أفونسو الأول دوق براغانزا ومؤسس أسرة براغانزا التي غدت لاحقاً من أقوى نبلاء البرتغال وعائلة الحاكمة في البرتغال (1640-1910)، وأيضا يعتبر أفونسو والد زوجته إيزابيل وأيضا هو والد إيزابيلا ملكة قشتالة قرينة الملك خوان الثاني جد الملكة إيزابيلا الأولى التي حررت هي وزوجها فرناندو الثاني ملك أراغوان البلاد من المسلمين حيث سقطت أخر دويلة مسلمة في شبه جزيرة إيبيريا، وكذلك يعتبر أيضا جد إليانور قرينة جواو الثاني وإيزابيلا من فيسيو زوجة فرناندو الثاني دوق براغانزا ووالدة خايمي دوق براغانزا وكذلك يعتبر جد مانويل الأول ملك البرتغال كلهم أبناء ابنته بياتريس التي تزوجت من فرناندو دوق فيسو ابن عمها دوارتي الأول.

## سيرته الذاتية
شارك مع أخوته في غزو سبتة عام 1415 حيث أصرت والدته قبل وفاتها (أي على فراش الموتى) على ذهاب جميع أبنائه مع والدهم إلى حملة شمال أفريقيا، في أكتوبر 1418 بناء على طلب الملك والبابا مارتن الخامس وافقوا على تعيينه القائد العاشر لفرسان القديس جيمس لتصل المنظمة العسكرية القديمة إلي أيدي العائلة المالكة، وفي نفس العام (1418)، قاد جواو وشقيقه هنريك أسطول الإغاثة نحو سبتة، وساعدوا على إخماد الحصار المغربي-الغرناطي على سبتة عام 1418.
بعد وفاة نونو ألفاريز بيريرا في عام 1431، تم تعيينه كندسطبل البرتغال الثالث، ونتيجة لذلك كثيراً ما يعرف بتسمية إنفانتي الكندسطبل ("الأمير الكوندستافل").
بعد وفاة الملك جواو الأول في 1433 وصعود شقيقه الأكبر دوارتي الأول إلى العرش انضم إنفانتي جواو إلى شقيقه آخر بيدرو دوق كويمبرا في حرب المتوقعة لاستيلاء على طنجة ولكنها انتهت بكارثة في 1437، وبعد الفشل ذريعة في طنجة حث على جواو بتصديق على معاهدة مع المرينيين، وسلم شقيقه إنفانتي فردناندو مقابل تسليم سبتة، ولكن كورتيس رفض طلب الأمير، وتُرك فرناندو يتوفى في الأسر عام 1443 بعد العديد من المحاولات البائسة.

## وصاية على العرش
توفى شقيقه الملك دوارتي الأول في سبتمبر 1438، وترك ابنه الرضيع أفونسو الخامس خلفه، تحت وصاية أرملته إليونور الأراغونية ولكن هذا الترتيب لم يحظَ بشعبية كبيرة بين عامة الشعب في البلد، الذي خشى أن تكون إليونور دمية في يد النبلاء، مع آثار احتمال نشوب الحرب التي أصبحت واضحة، استولى إنفانتي جواو بسرعة للسيطرة على لشبونة واخماد التمرد، وأشرف على اجتماع في كورتيس (البرلمان) لانتخاب شقيقه بيدرو دوق كويمبرا وصياً على ابن أخيه أفونسو الخامس، عارض النبلاء بقيادة الأخ غير الشقيق وحماه أفونسو كونت بارسيلوس ذلك، وحثوا إليونور على التمسك، واتفقوا على تقاسم السلطة المتوترة عليهم بين بيدرو وإليونور.

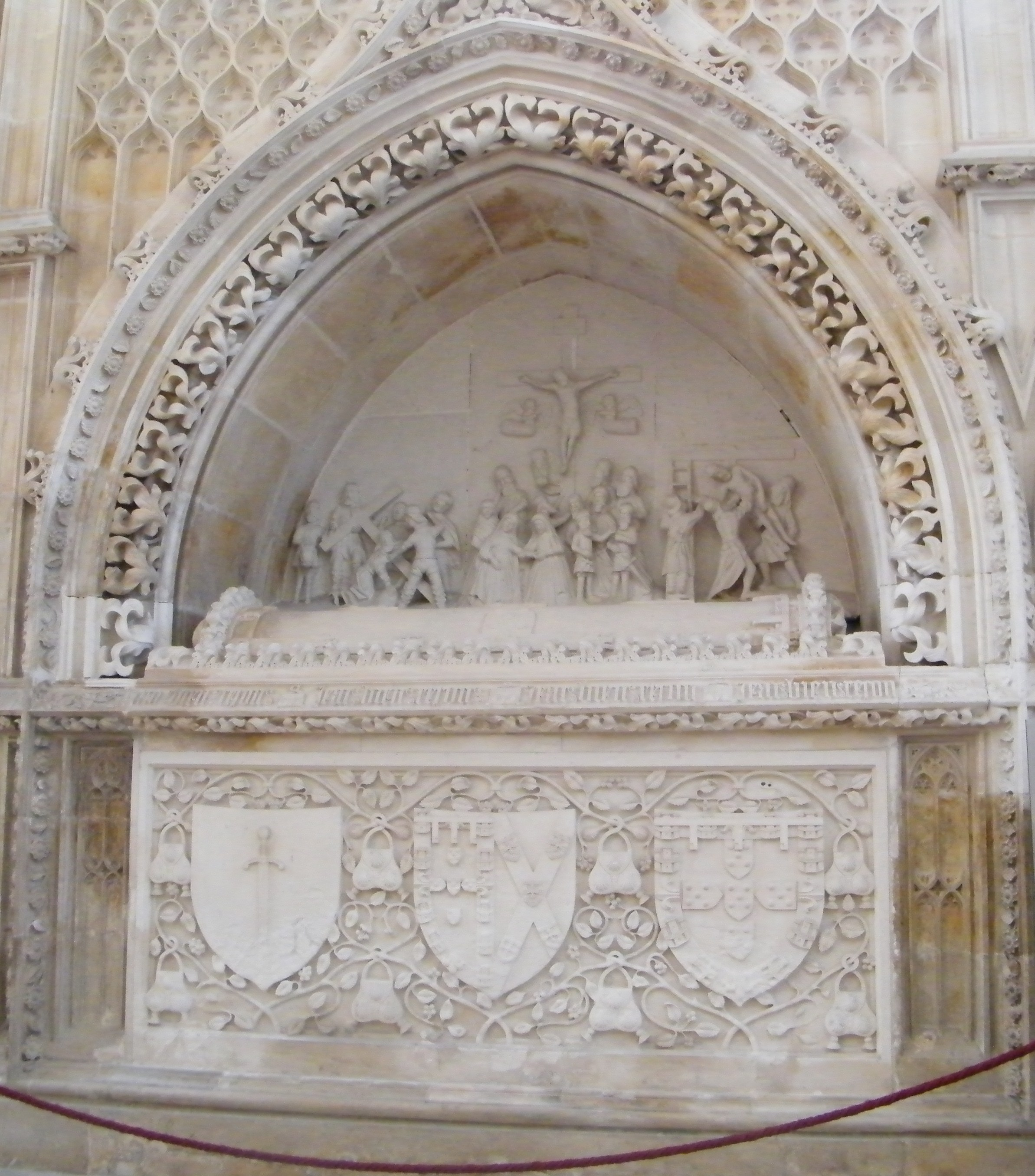
القبر إنفانتي جواو وإيزابيلا من بارسيلوس في دير باتالها.

اعتمد بيدرو دوق كويمبرا على تحالفهِ الوثيق معه لتأمين حصته من الوصاية، ولكن مع وفاته المفاجئة في شهر أكتوبر 1442 كانت ضربة رهيبة لبيدرو، الذي وجد بعد ذلك صعوبة متزايدة في درء طموح أخيه غير الشقيق أفونسو كونت بارسيلوس.
عين حاكم بيدرو نجل جواو ديوغو البرتغالي لخلافة والدهِ في ألقابه كـ قائد فرسان سانتياغو وكندسطبل البرتغال.

## ألقابه
تم تعيين انفانتى جواو كثير من ألقاب منها:-
- واحد من فرع المعروف بـ الجيل لامع البرتغالي مع أخوته.
- الأول لورد ريغوينغوس دي مونساراز منذ عام 1415.
- لورد كلاريس (سنترا) و بلاس (سنترا).
- القائد فرسان القديس جيمس العاشر عام 1418.
- كندسطبل البرتغال عام 1432.
- انفانتي كوندستافيل أي الأمير شرطي.
- وصي على العرش عام 1438.

## الذرية
تزوج انفانتي جواو من إيزابيلا ابنة أخيه غير الشرعي أفونسو الأول دوق براغانزا عام 1424 وانجبا أربعة أبناء:
- انفانتي ديوغو البرتغالي (1425-1443) ورث جميع القاب والده.
- انفانتا إيزابيلا ملكة قشتالة وليون (1428-1496) زوجة خوان الثاني ملك قشتالة ووالدة إيزابيلا الأولى ملكة قشتالة وليون.
- انفانتا بياتريس دوقة فيسيو (1430- 1506) زوجة فرناندو دوق فيسيو الابن الثاني لملك البرتغال دوارتي الأول ووالدة إليانور أفيس زوجة ملك البرتغال جواو الثاني ومانويل الأول ملك البرتغال وجدة جواو الثالث ملك البرتغال وخايمي دوق براغانزا الذي من نسل ملوك البرتغال لاحقاً.
- انفانتا فيليبا (1432-1444).